# Халдейські оракули
«Халдейські оракули» (Τα των Χαλ8αίων λόγια) — збірник гекзаметрів (близько 350 рядків за сучасними виданнями, розділені на 190 фрагментів), написані в кінці 2 ст. н. е. грецькою мовою. Відображають неоплатонічні уявлення про Божество і структуру універсуму, відмічені впливом східної  теургії і  магії.
«Халдейські оракули», незважаючи на свою назву, не мають до історичних халдеїв ніякого відношення. Населення Римської імперії розуміло під «халдеями» представників вавилонського жрецтва, здатних через вчинення певного роду дій вступати в безпосереднє спілкування з  Божеством. 

## Історія створення
Оракули дійшли до нас фрагментарно в складі  неоплатонічних трактатів.  Неоплатонічна традиція приписує їх якомусь Юліану Теургу.  Візантійська середньовічна енциклопедія  Суда також пише про Юліана Теурга, що жив при дворі імператора  Марка Аврелія і про його батька філософа Юліана Халдея.
Історію створення «Халдейських оракулів» описує Михайло Пселл, який спирався на Прокла (Appendice в вид. Des Places): Юліан Халдей міг запитувати самого Платона і фіксувати як оракули платонівські вислови, які сходили з уст Юліана сина, якого він використовував як медіума. Сама поява цього тексту в кінці 2 століття свідчить про те, що язичники оцінили значення  Священного Писання  християн для побудови істинного вчення і таким чином забезпечили подальший платонізм «священним текстом».

## Використання неоплатоніками
«Халдейські оракули», нарівні з  оракулами «Сивіли»,  герметичними трактатами і творами  гностиків, є характерним прикладом пізньоантичного релігійно-філософського синкретизму. Це одне з найвпливовіших творів подібного роду: його авторитет визнавали всі провідні  неоплатоніки, за винятком засновника школи — Плотіна.
Починаючи з Ямвліха «Халдейські Оракули» стають одним з священних текстів шкільного платонізму в Сирійській, Пергамській і Афінської школах, читання якого поряд з  орфічною  теогонією завершувало курс платонівської  філософії.
Серед філософів, які перебували під впливом оракулів, були Порфирій, Ямвліх, Арнобій Афр, Синезій, Прокл, Михайло Пселл,  Георгій Геміст Пліфон.
Вже в творі  Порфирія «Про сходженні душі» цитуються «Халдейські оракули». Порфирій пояснює роль халдейської  теургії для очищення нерозумної частини  душі і сходження її догори до рівня зірок, вищу роль відводячи філософії, яка одна здатна повністю очистити обрані душі. Крім того, Порфирію належали «Коментар на [оракули] Юліана Халдея» в 4 книгах, «Тлумачення [халдейських] оракулів» . Завдяки Порфирію «Халдейські  Оракули» знають латинські автори (Арнобій Афр, Лактанцій, Марій Вікторин,  Августин) і Синезій.
На відміну від Порфирія, Ямвліх і Прокл, за зауваженням  Михайла Пселла, визнають перевагу «Халдейських Оракулів » перед методами традиційної грецької філософії. Ямвліху належть твір про «Халдейські Оракули».
Прокл вивчав тексти Порфирія і Ямвліха, присвячені «Халдейським оракулам», і сам написав до них коментарі.
Найважливіші положення оракулів виявляються прямим запозиченням з грецької філософії. За словами  О.Ф. Лосєва, автора «Історії античної естетики», не  платоніки навчалися у халдеїв, а халдеї у  платоніків. Як і в інших  синкретичних вченнях, було зроблено крок до подолання розриву між філософською теорією та релігійної практикою, по справжньому життєздатне з'єднання яких згодом дало лише християнство.